# Lenguas mairasi
Las lenguas mairasi son una pequeña familia lingüística de lenguas papúes considerada como una familia primaria por Malcolm Ross, y como parte de las lenguas trans-neoguineanas por Stephen Wurm.

## Clasificación
Las lenguas mairasi están claramente relacionadas entre sí, y comúnmente se identifican cuatro lenguas:
Semimi, Mer, Mairasi (propiamente dicho) y Mairasi nororiental.
Las lenguas mairasi no pueden ser relacionadas con otras familias sobre la base de los pronombres personales. Sin embargo, Voorhoeve (1975) las relaciona con el sumeri (Tanah Merah) de las lenguas trans-neoguineanas, aunque se requiere confirmar esta hipótesis.

## Descripción lingüística

### Pronombres
Los pronombres que Ross reconstruye para el proto-Mairasi son:
| yo      | *omo  | nosotros | *etumaka (inclusivo), *eme (exclusivo) |
| tú      | *nemi | vosotros | *keme                                  |
| él/ella | ?     | ellos    | *negi                                  |

### Comparación léxica

#### Numerales
Los numerales en diferentes lenguas mairasi son:
| GLOSA | Mairasi   | Mer         | Semimi       | PROTO- MAIRASI |
| ----- | --------- | ----------- | ------------ | -------------- |
| '1'   | taŋgauɡ   | naw'ɑzɛ     | t'anak'au    | *tanakau       |
| '2'   | amoi      | ɑm'oi       | 'ɑmoⁱ        | *amoi          |
| '3'   | aɾi(a)    | kɑr'ia      | 'kɑɾia       | *karia         |
| '4'   | ai aiwaɾa | ɑuw'ɛra     | ɑⁱw'ɑɾɑ      | *aiwara        |
| '5'   | iβoɾo     | iv'oro      | 'iːβ'oro     | *iβoro         |
| '6'   | iβtana    | iv'odɑnɑ    | iβoɾ tɑn     | *iβortana      |
| '7'   | iβoɾamoi  | iv'orɑm'ɑi  | iβoɾ ɑmoⁱ    | *iβoramoi      |
| '8'   | iβoɾaria  | iv'oɑria    | iβoɾ kɑɾiɑ   | *iβorkaria     |
| '9'   | iβoɾai    | ivduə       | iβoɾ ɑiw'ɑɾɑ | *iβoraiwara    |
| '10'  | oɾɸamoi   | t'oɡi d'ɑni | t'oki t'ɑni  | *toki tani     |

#### Vocabulario básico
Vocabulario básico:
| GLOSA   | Mairasi  | Semimi   |
| ------- | -------- | -------- |
| cabeza  | neŋguvu  | kotera   |
| cabello | eŋguasa  | nasuru   |
| ojo     | ne-mbutu | -mbiato  |
| diente  | nerasi   | n-erasi  |
| pierna  | oʔoro    | okoranda |
| piojo   | umai     | kumai    |
| perro   | asi      | ansi     |
| puerco  | bembe    | pembe    |
| ave     | sai      | sai      |
| huevo   | ete      | aŋgu-ate |
| sangre  | isere    | monda    |
| hueso   | natura   | natura   |
| piel    | n-aiʔa   | kakia    |
| árbol   | iwo      | u        |
| hombre  | tatovo   | tatakovo |
| sol     | tende    | tende    |
| agua    | fata     | fate     |
| fuego   | ivoro    | iboro    |
| piedra  | javutu   | jahutu   |
| nombre  | negwata  | nawata   |
| comer   | nenem-   | nenem-   |
| uno     | taŋggau  | tana     |
| dos     | amoi     | amoi     |